# Doktor práv
Doktor práv (ve zkratce JUDr. psané před jménem; dříve se též používala zkratka Dr. jur.) je akademický titul udělovaný v oblasti práva. Udělován je těm právníkům, kteří už dosáhli titulu magistr (Mgr.) a poté úspěšně absolvovali rigorózní zkoušku ze zvoleného právního oboru, jejíž součástí je také obhajoba rigorózní práce. V současné době se jedná o fakultativní zkoušku zpravidla spojenou s poplatky.
Původní, středověký význam latinské zkratky JUDr. je juris utriusque doctor, tedy doktor obojího práva (římského i kanonického), podle některých zdrojů však jde i o zkratku juris universi doctor, doktor veškerých práv.

## Historie

### Do roku 1953
Název „doktor obojího práva“ pochází z boloňské univerzity, kde se učitelé římského práva označovali jako doctores legum. To se pak rozšířilo i na další univerzity a díky pozdějšímu sloučení římskoprávních a církevněprávních studií došlo i ke spojení tohoto titulu s titulem učitelů kanonického práva doctores canonum et decretalium do od té doby jediného titulu doktora obojího práva (doctor utriusque juris).
První moderní úprava získání titulu doktora práv na českém území byla obsažena v rakouském rigorózním řádu pro fakulty věd právních a státních z roku 1872, který v mírně pozměněné podobě platil i po vzniku první republiky. Každý student práv, který vykonal v průběhu studia jednu ze tří předepsaných státních zkoušek (historickoprávní, soudní a státovědeckou) s prospěchem alespoň dobrým, mohl po každé z nich absolvovat i přísnou zkoušku doktorskou neboli rigorózní. Zkušebními předměty u jednotlivých rigoróz byly:
1. historickoprávní rigorózum – právo římské, právo církevní, dějiny veřejného a soukromého práva ve střední Evropě a dějiny práva na území republiky Československé (před vznikem republiky místo právních dějin „německé právo“, ovšem ve smyslu dějin právních pramenů a práva veřejného a dějin a systému práva soukromého[6]),
2. judiciální rigorózum – právo občanské, právo obchodní a směnečné, civilní řízení soudní a právo trestní a řízení trestní,
3. státovědecké rigorózum – právo ústavní, nauka správní a právo správní, nauka o národním hospodářství a národohospodářská politika, finanční věda a právo finanční a právo mezinárodní.

Na rozdíl od moderní doby absolvent nenabýval titulu automaticky, ale až udělením na slavnostní promoci. Právnickou fakultu šlo absolvovat i jen složením státních zkoušek, tedy bez získání titulu doktora práv. Ovšem, na rozdíl od jiných právnických profesí, doktorát byl podmínkou pro výkon advokacie. Po prvním rigorózu studenti používali neoficiální čekatelský titul JUC. (z lat. juris utriusque candidatus; podobně byly užívány i tituly MUC., PhC., RNC. či ThC.). Po roce 1953 vyšel vzhledem k reformě studia z užívání.

### V letech 1953–1990
Uvedená úprava platila až do nástupu komunistů k moci, kdy byly akademické tituly zákonem o vysokých školách č. 58/1950 Sb. zrušeny a od roku 1953 tak byli absolventi právnických fakult označováni jen profesním označením jako „promovaný právník“ (používaná zkratka prom. práv.; obdobně tomu bylo u absolventů lékařských fakult). Po roce 1966 však byly tituly znovu zavedeny, přičemž tehdejší úprava byla podobná té dnešní. Absolventi práv, kteří vykonali státní závěrečnou zkoušku, mohli podstoupit státní rigorózní zkoušku, která se skládala z písemné práce a z ústní zkoušky ze zvoleného vědního oboru a jeho širšího vědního základu (od roku 1980 pouze z ústní zkoušky). Vědními obory, ve kterých bylo možno státní rigorózní zkoušku vykonat, tehdy byly dějiny státu a práva, teorie státu a práva, státní právo, správní právo a zemědělskodružstevní právo, hospodářské právo a finanční právo, pracovní právo, občanské právo hmotné a občanské právo procesní, trestní právo a mezinárodní právo. V období komunistického režimu byl ale titul doktora práv znehodnocen tím, že byl udílen rovněž absolventům Vysoké školy SNB, ač neabsolvovali řádné univerzitní právnické studium. Takto udělené tituly nebyly po roce 1989 jejich nositelům odebrány a tito je tedy mohou i v současnosti dále užívat, ačkoli např. Česká advokátní komora je za právnické vzdělání, potřebné pro výkon povolání advokáta, neuznává.

### Po roce 1990
Po roce 1989 bylo novým vysokoškolským zákonem z roku 1990 udělování titulu doktora práva (JUDr.), tak jako ostatních fakultativních malých doktorátů, zrušeno. Místo toho byl po absolvování školy udělován titul magistra (Mgr.), obdobně jako v jiných zemích, kde jsou podmínky pro získání doktorátu obtížnější. Boloňský proces pak sjednotil evropské vysokoškolské vzdělávání. Pro nesouhlas s neudělováním titulu JUDr. a dalších těchto tzv. malých doktorátů byl od přijetí nového vysokoškolského zákona v roce 1998 tento titul opět udělován, a to nyní po dodatečné a zpoplatněné rigorózní zkoušce – jeho udělení tak nepředchází žádné další formální studium, ale pouze jedna zkouška, což ve světě nebývá (kupř. srov. J.D.). Tento stav, kdy se uděluje jak JUDr. (doktor práv), tak Mgr. (magistr), přičemž oba označují de facto stejnou kvalifikaci (magisterskou úroveň, 7 v ISCED, master's degree, magisterský stupeň), však bývá předmětem kritiky.
Vyšší kvalifikaci (8 v ISCED, doctor's degree) vhodnou primárně pro vědeckou činnost je pak možno od roku 1998 dosáhnout dalším 3-4letým studiem v doktorském studijním programu (doktor – Ph.D.), přičemž mezi lety 1990–1998 se jednalo o tzv. „postgraduální studium“ (doktor – Dr.) a v předchozím období (od roku 1953) se pak jednalo o tzv. „vědeckou aspiranturu“ (kandidát věd – CSc.).

## Česká republika
Získání titulu doktora práv je podmíněno dřívějším získáním titulu magistr v oboru práva, obhájením písemné rigorózní práce a úspěšným vykonáním ústní zkoušky ze zvoleného právního oboru. Udělovat jej na českých vysokých školách může:
- Právnická fakulta Univerzity Karlovy[17]
- Právnická fakulta Masarykovy univerzity[18]
- Právnická fakulta Univerzity Palackého v Olomouci – uděluje od ledna 2010[19]
- Fakulta právnická Západočeské univerzity v Plzni – do listopadu 2011 a opět od června 2015[20]

Každá fakulta si obory, ve kterých je možno rigorózní zkoušku vykonat, stanoví svým vlastním rigorózním řádem. V Česku jsou navíc uznávány za rovnocenné akademické tituly získané na slovenských vysokých školách, tedy i slovenský titul doktora práv.
Titul doktora práv však není výsledkem doktorského studia (doktor – Ph.D., 8 v ISCED, tzv. velký doktorát), jedná se stále o magisterskou úroveň vysokoškolského vzdělání (7 v ISCED, master's degree), a proto se někdy označuje jako tzv. malý doktorát a zároveň je jeho nositel vzděláním (kvalifikací), možnostmi, resp. kompetencemi, stále rovnocenný s právníkem s titulem magistra. Tedy právník (kupříkladu advokát, státní zástupce, soudce…) s titulem doktora práv (JUDr.) se od právníka s titulem magistr (Mgr.) de facto neliší, oba mají stejné pětileté magisterské vzdělání, nicméně právník s Mgr. ukončil studium státní závěrečnou zkouškou (hovorově označovanou jako státnice) a dále nepokračoval, zatímco právník s JUDr. se po získání titulu Mgr. rozhodl následně složit ještě dodatečnou státní rigorózní zkoušku (rígo). Nositel titulu magistr (Mgr.) může též požádat o to, pakliže to umožňuje příslušný rigorózní řád školy, aby mu byla stejná předložená magisterská (diplomová) práce rovněž uznána i jako rigorózní práce, podrobnosti většinou upravuje pokyn rektora, pokyn děkana atp. Rigorózum je ovšem v těchto případech v Česku finančně podmíněno – poplatky s tímto spojené jsou pak příjmem dané vysoké školy. Doktorát práv, stejně jako další, jsou platné jak v Česku, tak na Slovensku (díky mezinárodní smlouvě není třeba podstupovat tzv. nostrifikaci). Platí pro ně i stejný zápis – zkratka titulu se píše před jménem a od jména se odděluje mezerou, např. JUDr. Jan Novák. Někdy se zkracuje na „dr.“, popř. na začátku větného celku jako „Dr.“ (např. Na Univerzitě Karlově vystudoval dr. Jan Novák. / Dr. Jan Novák vystudoval na Univerzitě Karlově.)
Zájem o tento malý doktorát nicméně dlouhodobě klesá.

## Obdobné tituly v jiných zemích
Na Slovensku platí prakticky stejná úprava jako v Česku. Absolvent magisterského právnického studijního programu může vykonat rigorózní zkoušku, jejíž součástí je i obhajoba rigorózní práce, a získat tím titul doktor práv (ve zkratce JUDr.).
V Německu, stejně jako v Rakousku, je podobným titulem ve zkratce Dr. iur. (Doktor iuris), případně Dr. jur. (Doktor juris), který je ale nejvyšší akademickou hodností v oboru práva a odpovídá tedy titulu Ph.D. Ve svém významu je brán buď jako doktor práv, nebo jako doktor jurisprudence (právní vědy). Udělován je na základě obhájení doktorských tezí, které musí vyjít jako publikace nebo jako soubor článků a které musí obsahovat vlastní výzkum, a dále na základě ústní zkoušky (disputace).
Oproti tomu ve Spojeném království jde o titul Doctor of Laws (ve zkratce LL.D.), který je ještě vyšším než Ph.D. a který se uděluje za velmi rozsáhlou výzkumnou činnost v oboru práva, případně jako čestný titul. Některé univerzity, např. Oxford, místo něj udělují titul Doctor of Civil Law (ve zkratce D.C.L.).
Ti, kteří v USA či Austrálii vystudují bakalářskou úroveň právnické fakulty, získají titul ve zkratce LL.B. Mohou však pokračovat v postgraduálním studiu a získat tzv. profesní doktorát J.D. (Juris Doctor), nebo se zaměřit na výzkum a získat magisterský titul Master of Laws (ve zkratce LL.M.). Tento doktorský titul tedy neoznačuje právního vědce, ale odborníka pro právní praxi. Za odbornou vědeckou činnost se uděluje titul Doctor of Juridical Science (ve zkratce J.S.D.) nebo S.J.D. (Scientiae Juridicae Doctor), kterému většinou předchází titul LL.M. a který tak odpovídá titulu Ph.D. Titul LL.D. bývá udělován jen jako čestný titul.